# Боярышник вееровидный
Боярышник вееровидный (лат. Crataegus flabellata) — дерево, вид рода Боярышник (Crataegus) семейства Розовые (Rosaceae).
В культуре с 1830 года, распространён довольно широко. В России в культуре указан в Архангельске, Ленинграде, Москве и Орловской области — везде зимостоек и плодоносит.

## Распространение и экология
В природе ареал вида охватывает северо-восточные районы Северной Америки — от Квебека до Пенсильвании.
Произрастает в долинах рек.

## Ботаническое описание
Деревья высотой до 6 м, часто многоствольные. Ветви восходящие; ветки извилистые, оливково-коричневые; побеги голые, сероватые. Колючки многочисленные, крепкие, несколько изогнутые, длиной 3—10 см.
Листья широкояйцевидные или ромбические, с острой вершиной, ширококлиновидным или, чаще, усечённым, мелкопильчатым основанием и 4—6 парами вееровидно расходящихся неглубоких острых лопастей; двоякопильчатые, с изогнутыми зубцами, длиной 3—7 см, шириной 2,5—6 см; на длинных побегах длиной до 9 см, шириной 8 см, сверху прижато-опушённые, позднее шероховатые или голые, снизу голые. Черешки длиной 1—4 см; прилистники линейно-ланцетные, железисто-ресничатые, быстро опадающие.
Соцветия 8—12-цветковые, со слабо опушёнными осями. Цветки диаметром 1.5—2 см, на длинных цветоножках, с белыми лепестками и линейно-ланцетными, железисто-пильчатыми, голыми, после цветения отогнутыми, чашелистиками; тычинок 5—12, с розовыми пыльниками; столбиков 3—5.
Плоды эллипсоидальные, ярко-красные, длиной 8—12 мм, с желтоватой мучнистой сочной мякотью. Косточки в числе 3—5, длиной 6—7 мм, с 1—3 рёбрами на спинной стороне.
Цветение в мае. Плодоношение в сентябре — октябре.

## Таксономия
Вид Боярышник вееровидный входит в род Боярышник (Crataegus) трибы Pyreae подсемейства Спирейные (Spiraeoideae) семейства Розовые (Rosaceae) порядка Розоцветные (Rosales).
|  |                                      |  |                                                              |                                                              |                   |  | ещё 8 семейств (согласно Системе APG III) | ещё 8 семейств (согласно Системе APG III)    |                                              |  |  |  | ещё 7 триб (согласно Системе APG III)         | ещё 7 триб (согласно Системе APG III)         |  |  |  |  | ещё от 200 до 300 видов | ещё от 200 до 300 видов |
|  |                                      |  |                                                              |                                                              |                   |  | ещё 8 семейств (согласно Системе APG III) | ещё 8 семейств (согласно Системе APG III)    |                                              |  |  |  | ещё 7 триб (согласно Системе APG III)         | ещё 7 триб (согласно Системе APG III)         |  |  |  |  | ещё от 200 до 300 видов | ещё от 200 до 300 видов |
|  |                                      |  |                                                              | порядок Розоцветные                                          |                   |  |                                           |                                              | подсемейство Спирейные                       |  |  |  |                                               | род Боярышник                                 |  |  |  |  |                         |                         |
|  |                                      |  |                                                              | порядок Розоцветные                                          |                   |  |                                           |                                              | подсемейство Спирейные                       |  |  |  |                                               | род Боярышник                                 |  |  |  |  |                         |                         |
|  | отдел Цветковые, или Покрытосеменные |  |                                                              |                                                              | семейство Розовые |  |                                           |                                              | триба Pyreae                                 |  |  |  | вид Боярышник вееровидный                     |                                               |  |  |  |  |                         |                         |
|  | отдел Цветковые, или Покрытосеменные |  |                                                              |                                                              |                   |  |                                           |                                              |                                              |  |  |  |                                               |                                               |  |  |  |  |                         |                         |
|  |                                      |  | ещё 44 порядка цветковых растений (согласно Системе APG III) | ещё 44 порядка цветковых растений (согласно Системе APG III) |                   |  |                                           | ещё 8 подсемейств (согласно Системе APG III) | ещё 8 подсемейств (согласно Системе APG III) |  |  |  | ещё около 60 родов (согласно Системе APG III) | ещё около 60 родов (согласно Системе APG III) |  |  |  |  |                         |                         |
|  |                                      |  |                                                              | ещё 44 порядка цветковых растений (согласно Системе APG III) |                   |  |                                           |                                              | ещё 8 подсемейств (согласно Системе APG III) |  |  |  |                                               | ещё около 60 родов (согласно Системе APG III) |  |  |  |  |                         |                         |